# Hundeversäuberungsplatz

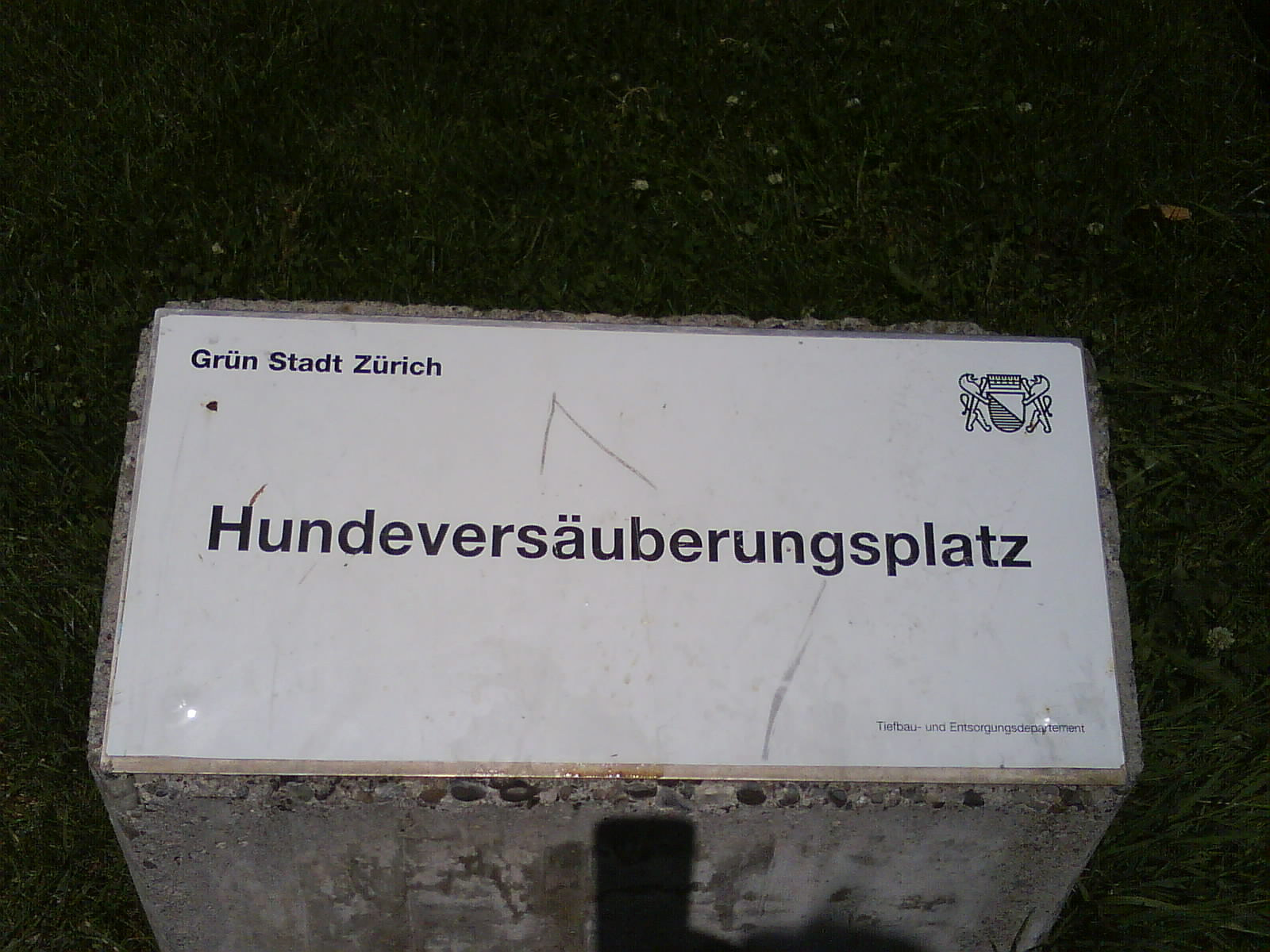
Schild in der Stadt Zürich

Der Hundeversäuberungsplatz ist eine Deutschschweizer Einrichtung zur „Versäuberung“ von Hundekot. Offizielle Hundeversäuberungsplätze sind eingezäunt und amtlich als solche bezeichnet, um etwa spielende Kinder fernzuhalten. Hier dürfen Hunde ohne Leine laufen und ihr Geschäft verrichten. Von seiner Ausdehnung her ist der Hundeversäuberungsplatz eher eine Hundezone als ein Hundeklo.